# 无脊齿龙属
无脊齿龙（属名：Aptychodon，意为“无褶皱的牙齿”）是蛇颈龙目已灭绝的一个属，生存于白垩纪的捷克共和国。模式种是白垩无脊齿龙（A. cretaceius）。

## 发现与命名
正模标本由保存不善的牙齿组成，发现于捷克布拉格附近的怀特山。化石被送往布拉格博物馆，后来由奥古斯特·埃马努埃尔·冯·罗伊斯于1855年描述。

## 描述
无脊齿龙的牙齿呈圆锥形，总体笔直但略微后弯，长度介于2.5至13（0.98至5.12英寸）之间。

## 分类
后续研究认为无脊齿龙可能是断纹多脊齿龙的异名。大多数研究者均将其置于蛇颈龙目的基干位置。